# MAZ-537
MAZ-537 – ciągnik artyleryjski napędzany 12-cylindrowym silnikiem wysokoprężnym, zaprojektowany dla ładunków o masie do 50 ton (późniejsze wersje do 65 ton). Produkowany przez Mińską Fabrykę Samochodów (od 1959 do 1965) i Kurgańską Fabrykę Traktorów Kołowych od 1963 roku aż do zaprzestania produkcji w 1990 roku.
Kabina MAZ-537 zapewnia miejsce dla kierowcy i trzech pasażerów, ma dwoje drzwi po boku i luk dachowy oraz niezależne od silnika ogrzewanie. 
Pojazd wyposażony jest w 12-cylindrowy 500-konny silnik wysokoprężny D-12A-525A umiejscowiony bezpośrednio za kabiną. Silnik zapewnia również wstępne ogrzewanie.
MAZ-537 stosowany jest przede wszystkim w wojsku (jako np. ciągnik artyleryjski), ale także w sferze cywilnej jako ciężki ciągnik siodłowy.